# Omšenie
Omšenie és un poble i municipi d'Eslovàquia que es troba a la regió de Trenčín.

## Història
La primera menció escrita de la vila es remunta al 1332.

## Demografia
| Godina             | 1994 | 2004   | 2014   | 2024   |
| ------------------ | ---- | ------ | ------ | ------ |
| Nombre de persones | 1928 | 1957   | 1996   | 1816   |
| Diferència         |      | +1,50% | +1,99% | −9,01% |

| Godina             | 2023 | 2024   |
| ------------------ | ---- | ------ |
| Nombre de persones | 1836 | 1816   |
| Diferència         |      | −1,08% |